# 季節はずれの海岸物語 '90冬
『季節はずれの海岸物語 '90冬』（きせつはずれのかいがんものがたり '90ふゆ）はフジテレビで放送された季節はずれの海岸物語シリーズの第5作目である。

## 放送データ
- 放送日：1990年1月2日
- 放送時間：23：00～24：24
- 視聴率：13.0％

## 概要
前回、春文（田代まさし）といっしょに北海道へと行っていた徳子が離婚して湘南に戻ってきたというところから話は始まる。
今回、QUEを新装開店するということで、前回までのQUEは使われていない。と同時に、前回までアルバイト役だったサブ（寺門ジモン）はこの回より出ていない。
今回が、幸一（山本陽一）の初登場である。以後全作品に出演することになる。

## 出演
- 圭介：片岡鶴太郎
- 徳子：可愛かずみ
- 幸一：山本陽一
- 理恵：渡辺美奈代
- メイコ：五代眞弓
- チヒロ：筒井真理子
- 明子：樋口可南子

- 鎌田峻光
- 風間みつき
- 伊藤咲恵

＊太字が圭介の恋の相手

## 挿入歌
主題歌
- DESTINY／松任谷由実

劇中
- 勝手にシンドバッド／サザンオールスターズ
- 栞のテーマ／サザンオールスターズ
- BLIZZARD／松任谷由実
- C調言葉に御用心／サザンオールスターズ
- 恋の嵐／竹内まりや
- NEVER FALL IN LOVE AGAIN／サザンオールスターズ
- 彼から手をひいて／松任谷由実
- 愛する女性（ひと）とのすれ違い／サザンオールスターズ
- ミス･ブランニュー･デイ（MISS BRAND-NEW DAY）／サザンオールスターズ
- とどかぬ想い／竹内まりや
- Ya Ya（あの時代を忘れない）／サザンオールスターズ
- Get Back In Love／山下達郎
- 何もきかないで／荒井由実
- 私はピアノ／サザンオールスターズ
- メロディ（Melody）／サザンオールスターズ
- 朝方ムーンライト／サザンオールスターズ
- 素顔で踊らせて／サザンオールスターズ
- クリスマス･イブ／山下達郎
- MY FOREPLAY MUSIC／サザンオールスターズ
- ボディ･スペシャルⅡ（BODY SPECIAL）／サザンオールスターズ
- 夏をあきらめて／サザンオールスターズ

## スタッフ
企画
- 亀山千広（フジテレビ）
- 新井義春（D3 Company）

脚本
- 遠藤察男

プロデューサー
- 新井義春（D3 Company）

監督
- 多田羅敬二（D3 Company）

製作
- フジテレビ
- D3 Company